# Before and After (álbum de Neil Young)
Before and After es un álbum en directo del músico canadiense Neil Young, publicado por la compañía discográfica Reprise Records el 8 de diciembre de 2023. El álbum contiene trece regrabaciones interpretadas en acústico y en solitario por Young de varias canciones de su catálogo. 

## Trasfondo
Before and After fue concebido por Young y Lou Adler, mientras que la mezcla estuvo a cargo de Young junto a Niko Bolas. El álbum contiene nuevas versiones "eclécticas" de algunas canciones menos conocidas de Young sacadas de sus archivos. Previo al lanzamiento del álbum, el 20 de octubre publicó tres canciones, "I'm the Ocean", "Homefires" y "Burned", como primer adelanto. Young habló del lanzamiento como una experiencia única en la que "se captura un sentimiento" y tiene que ser ecuchada "como una pieza completa". Al respecto, el álbum comprende una "pieza ininterrumpida de 48 minutos", a la que Young se refirió como "un montaje musical sin principio ni final".

## Recepción
Before and After recibió una puntuación de 78 sobre 100 en el agregador de reseñas Metacritic, basada en diez críticas, lo que indica una recepción «generalmente favorable». Stephen Thomas Erlewine de AllMusic escribió que el álbum «no es agitado ni eléctrico», ya que «la dureza de los arreglos ayuda a resaltar la distancia entre el origen de una canción y el presente de Young», y la voz de Young «no suena frágil, pero sus vocales muestran cierta aspereza relacionada con la edad». Lee Zimmerman de American Songwriter opinó que «la intimidad es obvia y reveladora, como si el oyente estuviera espiando al artista en un momento particularmente vulnerable, ya que se presentan en entornos despojados que cambian drásticamente el tono y el tempo».
Uncut declaró que «esto se trata de la consistencia de los temas y el estado de ánimo a lo largo del tiempo, reimaginados por un hombre que enfrenta su pasado y arroja nueva luz sobre los cortes más profundos». Mojo comentó que «aquí el espectáculo en el escenario tenía la intimidad de las charlas de Young entre canciones; la intimidad proviene de la sensación de que estás escuchando sus pensamientos mientras una canción se desliza, como lo hacen los recuerdos, de un tema a otro». En su reseña para Classic Rock, Everett True sintió que «el efecto general es hipnótico, embriagador: un montaje musical que no tiene inicio ni final».
Lewie Parkinson-Jones de Slant Magazine escribió que «la intimidad de las grabaciones enfatiza lo que Young intentaba lograr en lugar de oscurecerlo» y su «naturaleza idiosincrática solo lo hace aún más atractivo». Phil Mongredien de The Observer encontró que «'On the Way Home' pierde parte del impulso alegre del original de 1968, pero gana mucho en poder emocional. Un 'Comes a Time' que suena más frágil e íntimo se beneficia igualmente de su reinvención». Dave Simpson de The Guardian elogió las «melodías suaves» y comentó que «aunque su voz ha perdido algo de la antigua potencia juvenil, ha ganado en ternura, matices, humanidad y calidez». James Hickey de DIY juzgó que ♫las canciones rara vez se mejoran, con la fidelidad a la aspereza dando a las canciones la sensación de maquetas a medio terminar, pero la composición en sí es, por supuesto, estelar».

## Lista de canciones
Todas las canciones escritas y compuestas por Neil Young. 
| N.º   | Título                       | Originalmente publicada en               | Duración |  |
| 1.    | «I'm the Ocean»              | Mirror Ball                              | 6:44     |  |
| 2.    | «Homefires»                  | Neil Young Archives Volume II: 1972–1976 | 2:04     |  |
| 3.    | «Burned»                     | Buffalo Springfield                      | 2:06     |  |
| 4.    | «On the Way Home»            | Last Time Around                         | 3:14     |  |
| 5.    | «If You Got Love»            |                                          | 3:32     |  |
| 6.    | «A Dream That Can Last»      | Sleeps with Angels                       | 4:32     |  |
| 7.    | «Birds»                      | After the Gold Rush                      | 2:47     |  |
| 8.    | «My Heart»                   | Sleeps with Angels                       | 3:01     |  |
| 9.    | «When I Hold You in My Arms» | Are You Passionate?                      | 5:23     |  |
| 10.   | «Mother Earth»               | Ragged Glory                             | 3:43     |  |
| 11.   | «Mr. Soul»                   | Buffalo Springfield Again                | 3:42     |  |
| 12.   | «Comes a Time»               | Comes a Time                             | 3:20     |  |
| 13.   | «Don't Forget Love»          | Barn                                     | 3:41     |  |
| 47:49 |                              |                                          |          |  |

## Personal
- Neil Young – voz, guitarra, armónica, piano, órgano, producción y mezclas.
- Lou Adler – producción.
- Chris Bellman – masterización.
- Niko Bolas – mezclas.
- CW Alkire – ingeniero.
- Tom Mulligan – grabación.
- Howard Frank – asistente de producción.
- Mark Humphrey – ingeniero.
- Eliot Howerton – técnico.
- John Hausmann – técnico.
- Jeff Pinn – técnico de guitarra.
- Jeff Tweedy – técnico de guitarra.
- Bob Rice – vibráfono (8) y piano (9).